# Sarcophage de Bella Galiana
Le sarcophage de Bella Galiana est un sarcophage en marbre étrusque antique ou plus probablement romain du IIIe siècle qui exposé à l'intérieur du Musée civique de Viterbe. La sculpture en bas-relief représente une scène de chasse. La scène est une version du mythe de la chasse au sanglier de Calydon.
Une copie en marbre du sarcophage a remplacé l'original  antique, qui avait été exposé à l'extérieur sur la façade de l'église de Sant'Agnelo in Spatha, en face du Palazzo dei Priori à Viterbe . L'histoire de la façade est liée à une légende populaire, antérieure au XVe siècle, concernant la vie et la mort d'une jeune femme, la Bella Galiana (Belle Galliana) de Viterbe.

## Histoire
Le sarcophage aurait été découvert vers 1549 et placé sur la façade de l'église Sant'Angelo in Spatha. La plaque au-dessus de la copie est datée de 1638. Selon Annius de Viterbe, le sarcophage appartenait à l'époque impériale romaine à Valerius Agricola, 6e préteur d'Étrurie . Des études affirment que le sarcophage aurait déjà été découvert en 1369. 

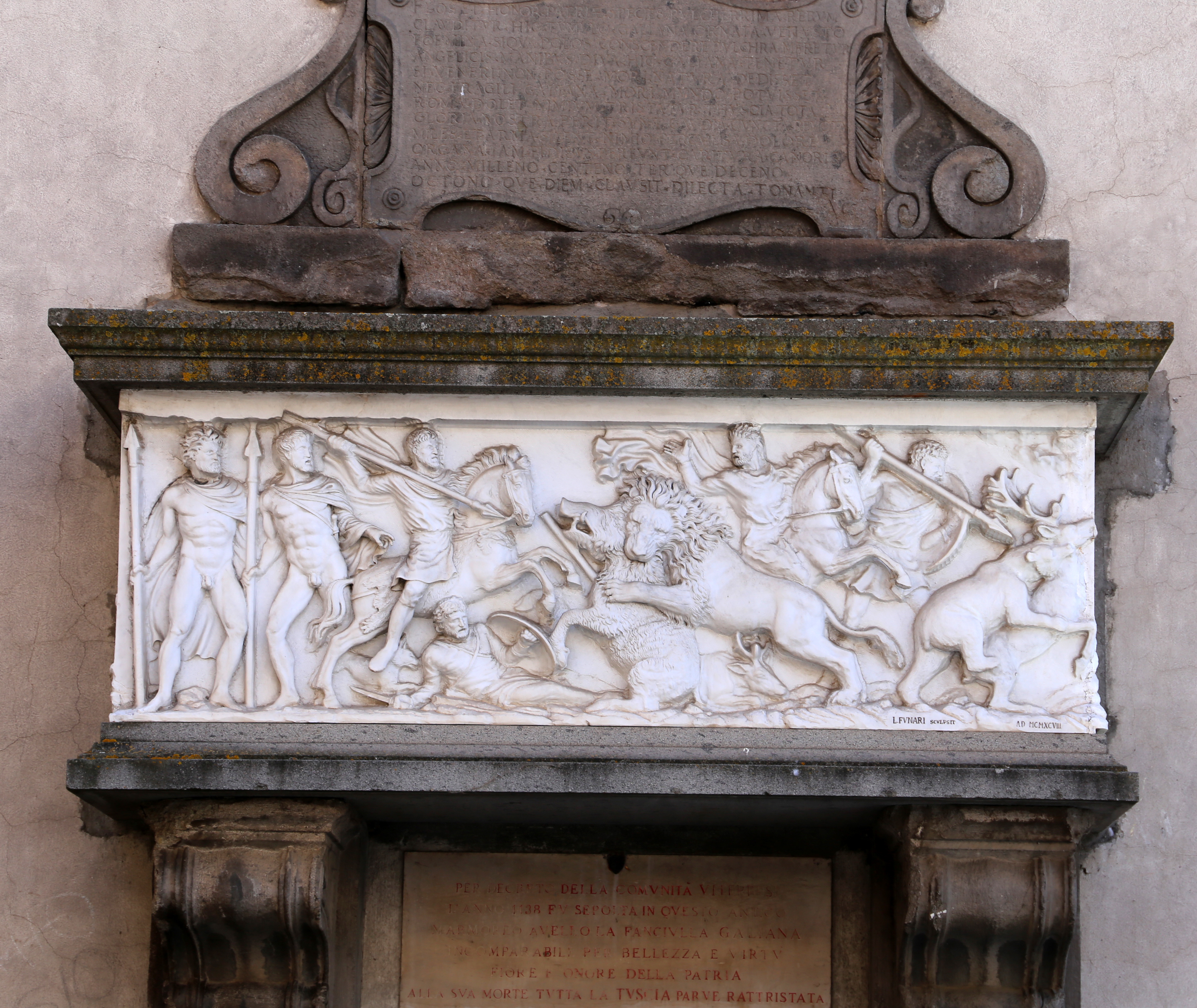
Copie du sarcophage de Sant'Angelo in Spatha

Il semblerait que la Bella Galiana ait été enterrée dans ce sarcophage. Sur la reproduction du sarcophage en marbre blanc étrusque-romain (l'original est conservé au musée civique de Viterbe), il est écrit un l'épitaphe: 
« L’anno 1138 fu sepolta in questo marmoreo avello la fanciulla Galiana, incomparabile per bellezza e virtù, fiore e onore della patria, alla sua morte tutta la Tuscia parve rattristata e spento ogni gaudio cittadino. »
— 

« En 1138 la jeune fille Galiana, incomparable par sa beauté et sa vertu, fut enterrée dans ce tombeau en marbre, fleur et honneur de la patrie, à sa mort toute la Tuscie parut attristée et toute joie citoyenne s'éteignit. »
L'original a été retiré en 1988 pour être exposé à l'intérieur du Musée civique de Viterbe.

## Description
La scène représente, de gauche à droite, deux lanciers debout, un homme sur un cheval cabré transperçant le sanglier, un homme  avec un bouclier protégeant le sanglier, le sanglier au centre est mutilé au cou par un lion,  à droite se trouve un autre cavalier et chasseur attaquant un cerf. Un chien de chasse et d’autres élans complètent la scène. Il existe des légendes grecques classiques sur la chasse au sanglier, notamment celle du sanglier de Calydon attaqué par un groupe comprenant Méléagre et Atalante, et celle du sanglier d'Érymanthe chassé par Héraclès dans son quatrième défi. Aucune de ces légendes n'implique de lion, mais il existe une autre légende selon laquelle Atalante et ses amants furent métamorphosés en lions.

## La légende de la Bella Galiana et du sanglier
Une partie de l'histoire raconte que dans un lointain passé païen, chaque année, les citoyens de Viterbe sacrifient une jeune fille à un sanglier sauvage qui vivait dans la forêt environnante. C'est par tirage au sort que Galiana est choisie comme victime sacrificielle, au grand dam des habitants de la ville qui connaissent sa beauté et sa vertu. Enchaînée à un rocher dans la forêt, lorsque le sanglier s'approche pour l'attaquer celui-ci est tué par un lion, qui épargne la jeune fille. Les habitants de la ville interprètent ce fait comme un présage de faveur et font venir Galiana en ville,.

## La légende de la Bella Galiana et du siège de Viterbe
Un groupe de nobles pillards, venus de Rome, assiègent Viterbe sans succès. Leur chef  vu la  beauté de Galiana, et après avoir été mortellement blessé près des murs,  propose d'ordonner à ses troupes de se retirer, si les habitants de la ville lui permettent de voir Galiana une seule fois . Lorsqu'elle arrive à une tour sur les murs, le noble blessé la tue d'un coup de flèche, entraînant sa mort et celle de Galiana ,,.
Une version alternative est que le noble, ayant réussi à percer les murs, aurait proposé d'épargner la ville si Galiana lui était offerte. Son père aurait tué sa fille et jeté son corps par-dessus les murs (ou d'un balcon) en disant au noble qu'il pouvait la tuer, mais jamais la soumettre. Dans les deux versions, l'animosité belliqueuse des hommes conduit à la mort de Galiana. Un balcon en ville situé sur la maison médiévale en pierre de la Via Aurelio Saffi 100 serait concerné,,.